# Nenad Bjelica
Nenad Bjelica (Osijek, 20. kolovoza 1971.) hrvatski je nogometni trener i bivši nogometaš. Trenutačno je bez kluba. Kao igrač igrao je na poziciji veznog.

## Igračka karijera

### Klupska karijera
Nenad Bjelica kao mladi igrač nastupao je za osječke klubove Metalac i NK Osijek, dok je u potonjem klubu 1991. godine započeo svoju profesionalnu karijeru. Nakon svega dvije sezone igranja u njemu, odlazi u Španjolsku. U Primeri je prvotno nastupao za Albacete. U tri godine provedene tamo, najveći uspjeh postignut s tim klubom je poluzavršnica Kupa kralja. Poslije toga, 1996. godine odlazi u Betis Sevillu s kojom je igrao završnicu španjolskog kupa.
U sezoni 1998./99. Bjelica je nastupao za Las Palmas. To mu je bila posljednja sezona u karijeri koju je igrao u Španjolskoj.
1999. godine Nenad Bjelica se vraća u Hrvatsku, u svoj matični klub NK Osijek, iz kojeg je potekao. U tom razdoblju igranja za Osijek, posebno se pamtiti sezona 2000. / 01. Tada je Osijek s Bjelicom kao važnim igračem, u tri kola Kupa UEFA, pobjeđivao eminentne europske protivnike, kao što su Brøndby, Rapid Beč i Slavija Prag.
Odlične igre omogućile su mu 2001. godine transfer u tadašnjeg bundesligaša Kaiserslauterna. U klubu je proveo tri sezone te 2004. godine odlazi u Austriju. Ondje je proveo posljednje četiri sezone igračke karijere. Ondje je igrao za Admiru Wacker i Kärnten, u svakom klubu po dvije sezone. Igrački se umirovio 30. lipnja 2008. godine.

### Reprezentativna karijera
Bjelica ima po jedan nastup u mladoj i B selekciji hrvatske nogometne reprezentacije. Od 2001. do 2004. godine nastupao je za hrvatsku seniorsku nogometnu reprezentaciju. U tom razdoblju skupio je devet nastupa za Hrvatsku. Za nacionalni sastav je debitirao 2001. godine u Rijeci u prijateljskom susretu protiv Austrije (pobjeda domaćina od 1:0). Bio je članom selekcije koja je nastupila na EURU 2004. U Portugalu. Završetkom europskog prvenstva, Otto Barić se povlaći s mjesta izbornika, a u isto vrijeme Bjelica se oprašta od reprezentacije.

## Trenerska karijera
Nenad Bjelica je svoju trenersku karijeru započeo 15. rujna 2007. godine kao igrač-trener u austrijskom klubu Kärntenu. Dana 1. srpnja 2008. godine, samo dan nakon igračkog umirovljenja, Bjelica s klubom potpisuje ugovor kao trener kluba.
Od 2009. do 2010. godine trenirao je momčad Lustenau 07 a poslije toga je tri sezone vodio momčad WAC St. Andrä.
Od ljeta 2013. godine Bjelica preuzima klupu Austrije Beč. Kao trener Austrije Beč plasirao se u skupnu fazu Lige prvaka u sezoni 2013./14. U dvije utakmice, njegova momčad bila je bolja od zagrebačkog Dinama. U tom natjecanju je ostvario pobjedu protiv ruskog Zenita na domaćem terenu kao i dva gostujuća remija protiv Zenita i Porta.
Zbog loših rezultata u domaćem prvenstvu, Bjelica je 16. veljače 2014. godine dobio otkaz u bečkoj Austriji.
Krajem lipnja 2014. godine hrvatski trener je preuzeo talijanskog drugoligaša Speziju iako je u kombinacijama za taj posao navodno bio i Hajdukov trener Igor Tudor. U isto vrijeme, Bjelica je stao u obranu izbornika Nike Kovača kojeg su mediji i kritičari žestoko napali zbog ispadanja Hrvatske sa Svjetskog prvenstva u Brazilu.
U kolovozu 2016. godine postao je trenerom poljskog kluba Lecha iz Poznańa. Nakon niza lošijih rezultata kada je momčad Lecha doživjela tri poraza u pet posljednjih utakmica u doigravanju za prvaka, uz jednu pobjedu i jedan remi, 10. svibnja 2018. godine Lech ga je smijenio.
Dana 15. svibnja 2018. godine potpisao je ugovor sa zagrebačkim Dinamom na dvije godine. Samo četiri dana nakon što je preuzeo modre, osvojio je hrvatsko prvenstvo, a 23. svibnja i hrvatski nogometni kup. S Dinamom nije uspio izboriti Ligu prvaka, no nakon toga je, natječući se u Europskoj ligi, izborio osminu finala. Osvojio je dva naslova prvaka, kup te uspio prezimiti s Dinamom nakon 50 godina u Europi. Vodio je 99 utakmica i pobijedio u čak 71 posto. Do razlaza s vodstvom kluba došlo je koncem ožujka nakon što igrači i stručni stožer nisu pristali na smanjenje plaća po uvjetima kluba. Dinamo je nakon toga uručio otkaz cijelom stožeru trenera Nenada Bjelice. Otkaz su dobili Rene Poms, Nino Bule, Silvije Čavlina, Martin Mayer, Karlo Reinholz i Jasmin Osmanović. Prestao je biti trenerom Dinama 16. travnja 2020. godine.
Početkom rujna 2020. godine imenovan je trenerom Osijeka, u kojem je preuzeo i dužnost športskog direktora, čime je cjelokupna športska politika kluba postala njegovom obvezom. Iako je svega nekoliko dana nakon imenovanja trenerom Osijek ispao iz kvalifikacija za Europsku ligu od Basela, nastavak sezone pod Bjeličinim vodstvom bio je vrlo uspješan te je na njenom kraju Osijek zauzeo drugo mjesto u Prvoj HNL, s cijelim nizom srušenih klupskih rekorda, počevši od najvećeg broja osvojenih bodova u jednoj sezoni (ukupno 77) pa do najvećeg broja pobjeda (njih 23). Sljedeća sezona bila je znatno slabija: već na početku Osijek je neočekivano ispao iz kvalifikacija za Konferencijsku ligu porazom od sofijskog CSKA-a, a u domaćem prvenstvu je na kraju sezone osvojeno tek treće mjesto. Veći dio sezone Osijek je bio u borbi za oba domaća trofeja, ali je pred kraj sezone Bjelica javno istupio protiv uprave kluba zbog nezainteresiranosti oko medijskih napada na njega i sam klub te se cjelokupno ozračje pogoršalo, što je rezultiralo lošim igrama prve momčadi i gubitkom velikog broja bodova. Iako se očekivao trenutačni otkaz Bjelici i njegovom cijelom stožeru, oni su na kraju poveli Osijek u novu sezonu koja je počela jako loše. Neočekivano ispadanje već u drugom pretkolu Konferencijske lige od kazahstanskog Kyzylžara i samo jedna ostvarena pobjeda u prvih šest kola HNL-a doveli su do velikog nezadovoljstva navijača, no uprava je objavila kako Bjelica ostaje trener do isteka ugovora 30. lipnja 2023. Ipak, 29. kolovoza 2022., samo dan nakon pobjede od 2:1 protiv Hajduka u Gradskom vrtu, iz kluba je iznenada objavljeno kako je Nenad Bjelica razriješen dužnosti športskog direktora i trenera NK Osijek.
Od studenog 2023. do svibnja 2024. bio je trener berlinskog Uniona.
Gotovo četiri i pol godine nakon odlaska iz Dinama, Nenad Bjelica ponovno postaje trener kluba 26. rujna 2024. godine, nakon smjene Sergeja Jakirovića. Smijenjen je 29. prosinca.

## Priznanja

### Igračka

#### Pojedinačna
- Večernji list, Nogometaš godine (1): 2000.
- 2000.: Trofej fair-play Sportskih novosti, zato što je „snosio troškove prijevoza za tri navijačka autobusa koji su se uputili u Prag, gdje je Osijek igrao susret Kupa UEFA protiv Slavije, te loptama darovao istarskog nogometnog trećeligaša Višnjan i školu nogometa porečkog Jadrana”.[24]

#### Klupska
Osijek
- Hrvatski nogometni kup (1): 1998./99.

### Trenerska

#### Pojedinačna
- FIFEX-ova nagrada (Football Industry Forum & Exhibition): Najbolji klupski trener Europe u 2018. godini.[25]

Dinamo Zagreb
- 1. HNL (2): 2017./18., 2018./19.
- Hrvatski nogometni kup (1): 2017./18.
- Hrvatski nogometni superkup (1): 2019.

## Vanjske poveznice
- Nenad Bjelica na HNS.hr
- (engl.) Nenad Bjelica na FIFA.com  Arhivirana inačica izvorne stranice od 27. studenoga 2010. (Wayback Machine)
- (engl.) Nenad Bjelica na National-Football-Teams.com
- (engl.) Nenad Bjelica na Transfermarkt.de[neaktivna poveznica]